# Campanya de Vicksburg
La Campanya de Vicksburg va ser una sèrie de batalles i maniobres de la Guerra civil dels Estats Units realitzades contra Vicksburg, una ciutat fortalesa que dominava l'última secció del riu Mississipi controlada pels confederats. L'exèrcit de Tennessee comandat pel major general Ulysses S. Grant va obtenir el control del riu Mississipi a capturà la fortalesa, derrotant a les forces del tinent general John C. Pemberton.
La campanya va consistir en moltes operacions navals importants, maniobres, iniciatives fallides i onze batalles que es van succeir entre el 26 de desembre de 1862 i el 4 de juliol de 1863. Els historiadors militars divideixen la campanya en dues fases formals:  Operacions contra Vicksburg  (desembre de 1862 - gener de 1863) i  Operacions de Grant contra Vicksburg  (març - juliol de 1863).
Després de la rendició de l'exèrcit de Pemberton (un dia més tard de la derrota confederada a la batalla de Gettysburg) i quan el major general Nathaniel P. Banks va capturar el port Hudson, el riu Mississipi va passar a pertànyer tot a la Unió. La campanya de Grant contra Vicksburg és considerada un capítol important de la història militar dels Estats Units d'Amèrica.